# Ultraelementy
Ultraelementy – pierwiastki chemiczne wchodzące w skład organizmów w ilości mniejszej niż 0,000001% (czyli 10−6%) masy ciała. Ich rola nie została do końca wyjaśniona. Wiadomo, że są niezbędne dla funkcjonowania organizmu. Prawdopodobnie wchodzą w skład niektórych białek i są aktywatorami niektórych szlaków metabolicznych.
Do ultraelementów zalicza się m.in.: srebro, złoto, rad i selen.